# مرض فاربر
مرض فاربر (بالإنجليزية: Farber disease)‏ مرض وراثي خطير يحدث اضطراب الأيض الشحمي الخلقي الذي يتنامى مباشرة بعد الولادة،" والذي يمتاز بمفاصلِ متورمة وعقيدات منتشرة تحت الجلد وترسبات شحوم في خلايا الأنسجة المصابة. يدعى أيضا بداء الورم الحبيبي الشحمي المنتثر. سمي هذا المرض نسبة لسدني فاربر 

## الأعراض
يبدأ بما يشبه التهاب المفاصل الولاديه ويتطور إلى ضهور غدد تحت الجلد في كل اجزائه الداخلية فاذا صادف نموها وضغطها على اماكن مثل الدماغ أو الرئتين فانها تدمرها مسببة الصرع ومن ثم الشلل فالوفاة اما اعراض المرض فهي كثيره منها التشوه الخلقي والبحة في الصوت وضعف النمو العام. بداية المرض عادة في مرحلة الطفولة المبكرة ولكن قد تحدث في وقت لاحق من العمر . الأطفال الذين لديهم الشكل التقليدي لمرض فاربر تتطور لديهم أعراض المرض خلال الأسابيع القليلة الأولى من الحياة. ويمكن أن تشمل هذه الأعراض القدرة العقلية ومشاكل في البلع ,ضعف في الاعتدال. في الكبد، القلب والكلى قد تتأثر أيضا. ويمكن أن تشمل الأعراض الأخرى التقيؤ، التهاب المفاصل، وتورم الغدد الليمفاوية، تورم وتقلص المفاصل (تقصير مزمن في العضلات أو الأوتار حول المفاصل)، بحة في الصوت وxanthomas التي رشاقته حول المفاصل مع تقدم المرض. المرضى الذين يعانون من صعوبة في التنفس قد يتطلب أنبوب التنفس.

## العلاج
لا يوجد علاج محدد لمرض فاربر. الكورتيزون يمكن وصفه لتخفيف الألم. زراعة نخاع العظم قد تحسن حبيبية (الجماهير صغيرة من الأنسجة الملتهبة) على المرضى الذين يعانون قليلة أو معدومة الرئة أو مضاعفات الجهاز العصبي. قد يكون المرضى من كبار السن حبيبية خفض جراحيا أو إزالتها.

## وصلات إضافية
- Hide & Seek Foundation For Lysosomal Disease Research